# Balance del calor interno de la Tierra

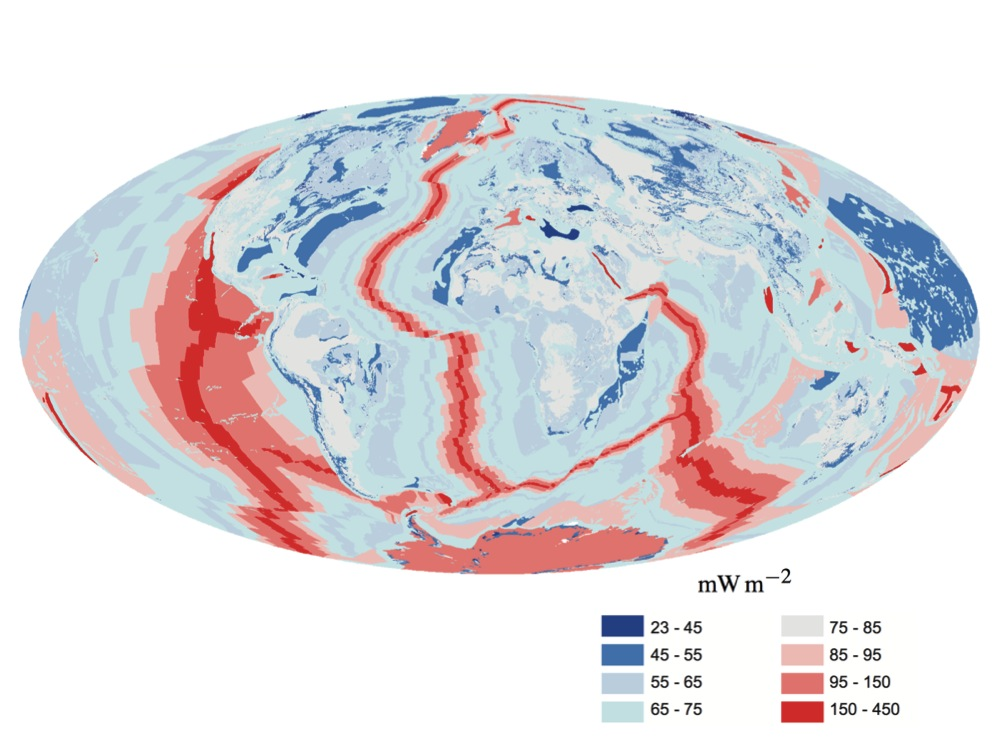
Mapa global del flujo de calor, en mW/m², desde el interior de la Tierra hasta la superficie. Los valores más altos de flujo de calor coinciden con las cordilleras del océano medio, y los valores más pequeños de flujo de calor ocurren en interiores continentales estables.

El balance del calor interno de la Tierra es fundamental para la historia térmica de la Tierra. El flujo de calor desde el interior de la Tierra a la superficie se estima en {\displaystyle 47\pm 2} Teravatios (TW) y proviene de dos fuentes principales en cantidades aproximadamente iguales: el calor radiógeno producido por la desintegración radiactiva de los isótopos en el manto y la corteza, y el calor primordial que queda de la formación de la Tierra.
El calor interno de la Tierra alimenta la mayoría de los procesos geológicos e impulsa la tectónica de placas. A pesar de su importancia geológica, esta energía térmica proveniente del interior de la Tierra es en realidad solo el 0,03% del presupuesto energético total de la Tierra en la superficie, que está dominado por 173 000 TW de la radiación solar entrante. La insolación que finalmente, después de la reflexión, alcanza la superficie, penetra solo varias decenas de centímetros en el ciclo diario y solo varias decenas de metros en el ciclo anual. Esto hace que la radiación solar sea mínimamente relevante para los procesos internos.

## Calor y estimación temprana de la edad de la Tierra
Basándose en cálculos de la velocidad de enfriamiento de la Tierra, en los que asumió una conductividad constante en el interior de la Tierra, en 1862, William Thomson (luego llamado Lord Kelvin) estimó la edad de la Tierra en 98 millones de años, que contrasta con la edad de 4500 millones de años obtenida en el siglo XX por datación radiométrica. Como señaló John Perry en 1895 una conductividad variable en el interior de la Tierra podría expandir la edad calculada de la Tierra a miles de millones de años, como se confirmó más adelante mediante la datación radiométrica. Contrariamente a la representación habitual del argumento de Kelvin, el gradiente térmico observado de la corteza terrestre no se explicaría por la adición de la radiactividad como fuente de calor. Más importante aún, la convección del manto altera cómo se transporta el calor dentro de la Tierra, invalidando la suposición de Kelvin de enfriamiento puramente conductor.

## Flujo de calor interno global

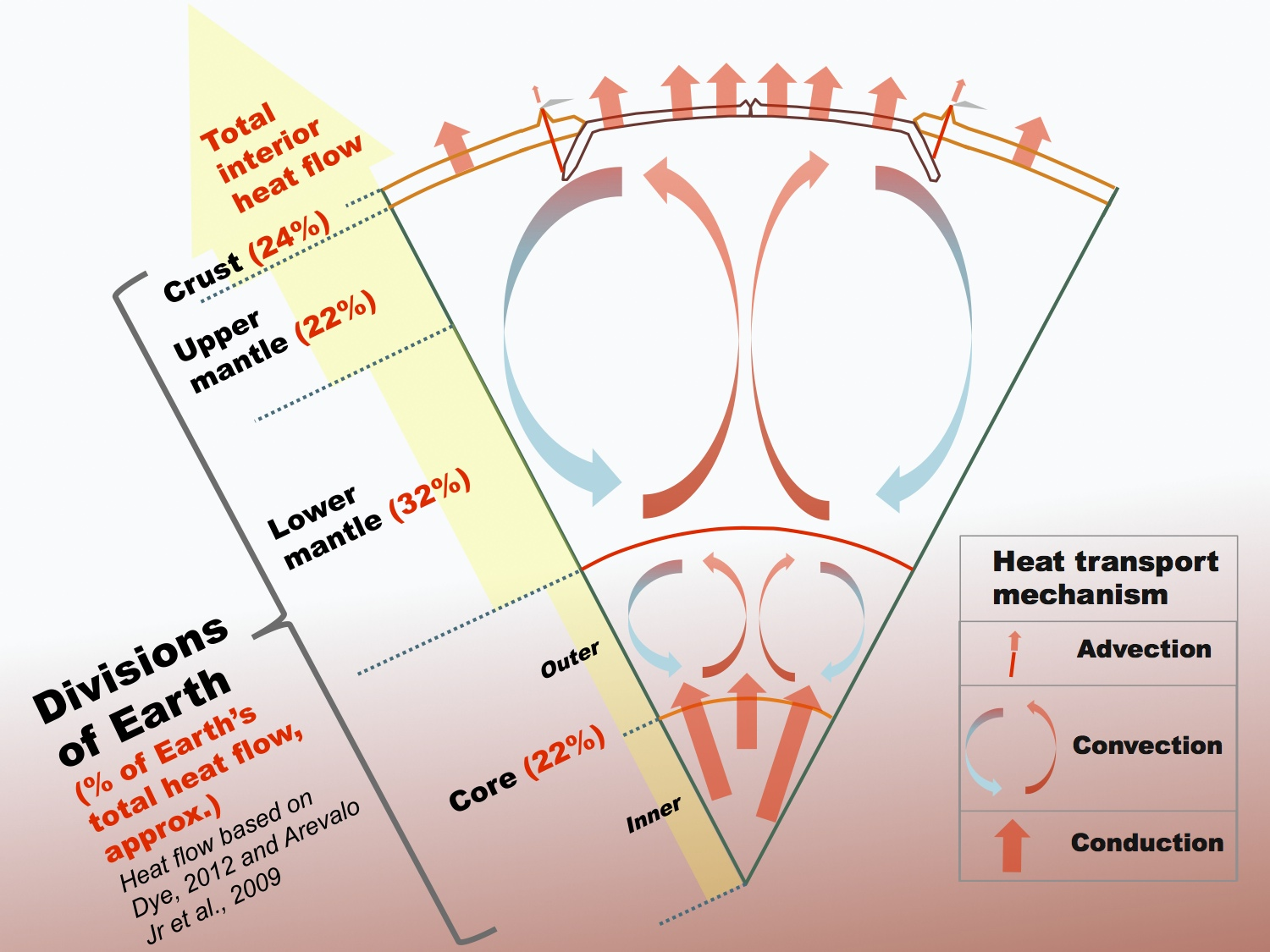
Sección transversal de la Tierra que muestra sus principales divisiones y sus contribuciones aproximadas al flujo de calor interno total de la Tierra hacia la superficie y los mecanismos de transporte de calor dominantes dentro de la Tierra.

Las estimaciones del flujo de calor total desde el interior de la Tierra a la superficie abarcan un rango de 43 a 49 teravatios (TW) (un terawatt es de 1012 vatios). Una estimación reciente es 47 TW, equivalente a un flujo de calor promedio de 91,6 mW/m², y se basa en más de 38 000 mediciones. Los respectivos flujos de calor promedio de la corteza continental y oceánica son de 70.9 y 105,4 mW/m².
Si bien el flujo de calor interno total de la Tierra a la superficie está bien restringido, la contribución relativa de las dos fuentes principales de calor de la Tierra, el calor radiógeno y primordial, es altamente incierta porque su medición directa es difícil. Los modelos químicos y físicos dan rangos estimados de 15 a 41TW y 12-30 TW para calor radiógeno y calor primordial, respectivamente.
La estructura de la Tierra es una corteza externa rígida que está compuesta por una corteza continental más gruesa y una corteza oceánica más delgada, un manto sólido pero de flujo plástico, un núcleo externo líquido y un núcleo interno sólido. La fluidez de un material es proporcional a la temperatura; por lo tanto, el manto sólido aún puede fluir en escalas de tiempo prolongadas, en función de su temperatura y, por lo tanto, en función del flujo del calor interno de la Tierra. El manto se transforma en respuesta al calor que se escapa del interior de la Tierra, con un manto más caliente y flotante que se eleva y enfría, y por lo tanto más denso, el manto se hunde. Este flujo convectivo del manto impulsa el movimiento de las placas litosféricas de la Tierra; por lo tanto, un depósito adicional de calor en el manto inferior es crítico para el funcionamiento de la tectónica de placas y una posible fuente es el enriquecimiento de elementos radiactivos en el manto inferior.
El transporte de calor de la Tierra se produce por conducción, convección del manto, convección hidrotérmica y advección volcánica. Se cree que el flujo de calor interno de la Tierra a la superficie es del 80% debido a la convección del manto, y el calor restante se origina principalmente en la corteza terrestre, con aproximadamente el 1% debido a la actividad volcánica, los terremotos y la construcción de montañas. Por lo tanto, aproximadamente el 99% de la pérdida de calor interna de la Tierra en la superficie es por conducción a través de la corteza, y la convección del manto es el control dominante sobre el transporte de calor desde las profundidades de la Tierra. La mayor parte del flujo de calor de la corteza continental más gruesa se atribuye a las fuentes radiológicas internas, en contraste, la corteza oceánica más delgada tiene solo un 2% de calor radiógeno interno. El flujo de calor restante en la superficie se debería al calentamiento basal de la corteza a partir de la convección del manto. Los flujos de calor están correlacionados negativamente con la edad de la roca, con los flujos de calor más altos de la roca más joven en los centros de expansión de la cresta del medio océano (zonas de surgencia del manto), como se observa en el mapa global del flujo de calor de la Tierra.

## Calor radiogénico

La evolución del flujo de calor radiogénico de la Tierra a lo largo del tiempo.

La descomposición radioactiva de los elementos en el manto y la corteza de la Tierra da como resultado la producción de isótopos hijos y la liberación de geoneutrinos y energía térmica, o calor radiógeno. Cuatro isótopos radioactivos son responsables de la mayoría del calor radiógeno debido a su enriquecimiento en relación con otros isótopos radiactivos: uranio-238 (238U), uranio-235 (235U), torio-232 (232Th) y potasio-40 (40K). Debido a la falta de muestras de roca por debajo de 200 km de profundidad, es difícil determinar con precisión el calor radiogénico en todo el manto, aunque hay algunas estimaciones disponibles. Para el núcleo de la Tierra, los estudios geoquímicos indican que es poco probable que sea una fuente importante de calor radiológico debido a una baja concentración esperada de elementos radiactivos que se dividen en hierro. La producción de calor radiógeno en el manto está vinculada a la estructura de convección del manto, un tema de mucho debate, y se piensa que el manto puede tener una estructura en capas con una mayor concentración de elementos radiactivos que producen calor en el manto inferior, o pequeños reservorios enriquecidos en elementos radiactivos dispersos por todo el manto.
| Isótopo | Liberación de calor W/kg isótopo | Vida media años | Concentración media del manto kg isótopo/kg manto | Liberación de calor W/kg manto |
| ------- | -------------------------------- | --------------- | ------------------------------------------------- | ------------------------------ |
| 238 U   | 94.6 x 10-6                      | 4.47 x 109      | 30.8 x 10-9                                       | 2.91 x 10-12                   |
| 235 U   | 569 x 10-6                       | 0.704 x 109     | 0.22 x 10-9                                       | 0.125 x 10-12                  |
| 232 th  | 26.4 x 10-6                      | 14.0 x 109      | 124 x 10-9                                        | 3.27 x 10-12                   |
| 40 K    | 29.2 x 10-6                      | 1.25x109        | 36.9 x 10-9                                       | 1.08 x 10-12                   |

Los detectores de geoneutrino pueden detectar la descomposición de 238U y 232Th y, por lo tanto, permiten estimar su contribución al actual presupuesto de calor radiógeno, mientras que 235U y 40K no son detectables. En cualquier caso, se estima que 40K contribuyen 4 TW de calefacción. Sin embargo, debido a las cortas vidas medias, la descomposición de 235U y 40K contribuyó con una gran fracción del flujo de calor radiogénico a la Tierra primitiva, que también era mucho más caliente que en la actualidad. Los resultados iniciales de la medición de los productos de geoneutrino de la desintegración radioactiva desde el interior de la Tierra, un proxy para el calor radiógeno, arrojaron una nueva estimación de que la mitad de la fuente de calor interna total de la Tierra es radiogénica, y esto es consistente con las estimaciones anteriores.

## Calor primordial
El calor primordial es el calor perdido por la Tierra a medida que continúa enfriándose a partir de su formación original, y esto contrasta con el calor radiogénico que aún se produce de manera activa. Se cree que el flujo de calor del núcleo de la Tierra (el calor que abandona el núcleo y fluye hacia el manto superior) se debe al calor primordial, y se estima en 5-15 TW. Las estimaciones de la pérdida de calor primordial del manto oscilan entre 7 y 15 TW, que se calcula como el resto del calor después de la extracción del flujo de calor del núcleo y la producción de calor radiogénico de la Tierra a granel del flujo de calor de superficie observado.
La formación temprana del núcleo denso de la Tierra podría haber causado un sobrecalentamiento y una rápida pérdida de calor, y la tasa de pérdida de calor disminuiría una vez que el manto se solidificara. El flujo de calor desde el núcleo es necesario para mantener el núcleo externo de convección y el campo magnético geodinámico y de la Tierra; por lo tanto, el calor primordial del núcleo habilitó la atmósfera de la Tierra y, por lo tanto, ayudó a retener el agua líquida de la Tierra.

## Flujo térmico y tectónica de placas

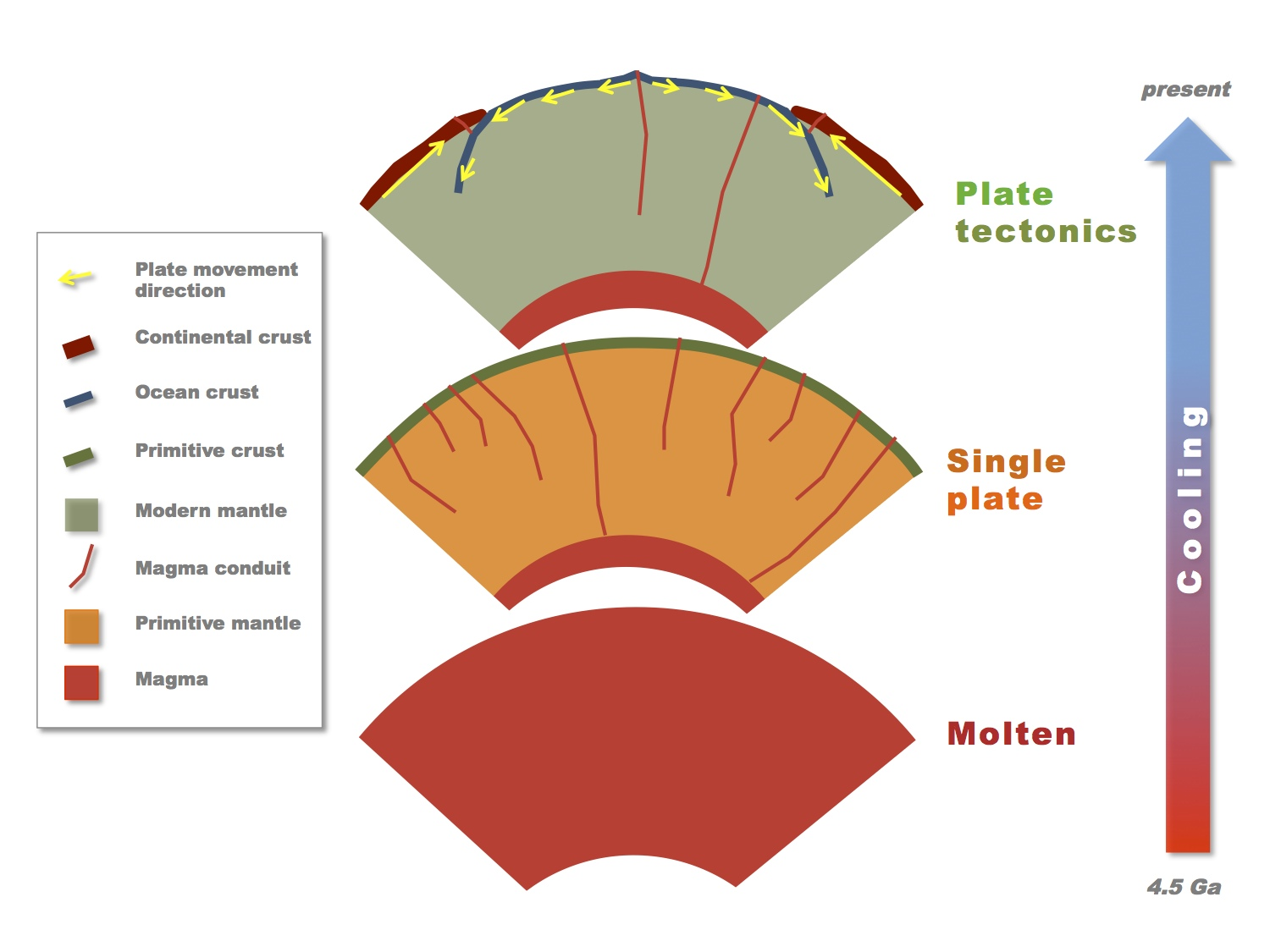
Evolución tectónica de la Tierra a lo largo del tiempo desde un estado fundido a 4.5 Ga, a una litosfera de placa única, a tectónica de placas moderna en algún momento entre 3.2 Ga y 1.0 Ga.

La controversia sobre la naturaleza exacta de la convección del manto hace que la evolución vinculada del presupuesto de calor de la Tierra y la dinámica y la estructura del manto sean difíciles de desentrañar. Existe evidencia de que los procesos de la tectónica de placas  no estaban activos en la Tierra antes de hace 3200 millones de años, y que la pérdida de calor interna de la Tierra podría haber estado dominada por la advección a través del vulcanismo de la tubería de calor. Los cuerpos terrestres con flujos de calor más bajos, como la Luna y Marte, conducen su calor interno a través de una única placa litosférica, y los flujos de calor más altos, como en la luna Io de Júpiter, producen un transporte de calor advectivo a través del vulcanismo mejorado, mientras que la tectónica de placas activa De la Tierra ocurren con un flujo de calor intermedio y un manto de convección.